# Nematopogon metaxella
Nematopogon metaxella — вид метеликів родини довговусих молей (Adelidae).

## Поширення
Вид поширений майже по всій Європі. Присутній у фауні України.

## Опис
Розмах крил 15-17 мм. Тіло та крила вохряно-жовті. Вусики жовті та вузькі, у самців втричі довші за переднє крило, у самиць — вдвічі довше.

## Спосіб життя
Трапляється у болотистих змішаних та листяних лісах. Метелики літають у червні-липні. Гусениці живляться рослинними рештками, зокрема опалим листям та детритом.